# Mandingo (acteur pornographique)
Pour les articles homonymes, voir Mandingo.
 (décembre 2023).
Si vous disposez d'ouvrages ou d'articles de référence ou si vous connaissez des sites web de qualité traitant du thème abordé ici, merci de compléter l'article en donnant les références utiles à sa vérifiabilité et en les liant à la section « Notes et références ».
Mandingo, de vrai nom Frederik Lamont né le 25 février 1975 dans le Mississippi, est un acteur et un réalisateur de films pornographiques américain.

## Biographie

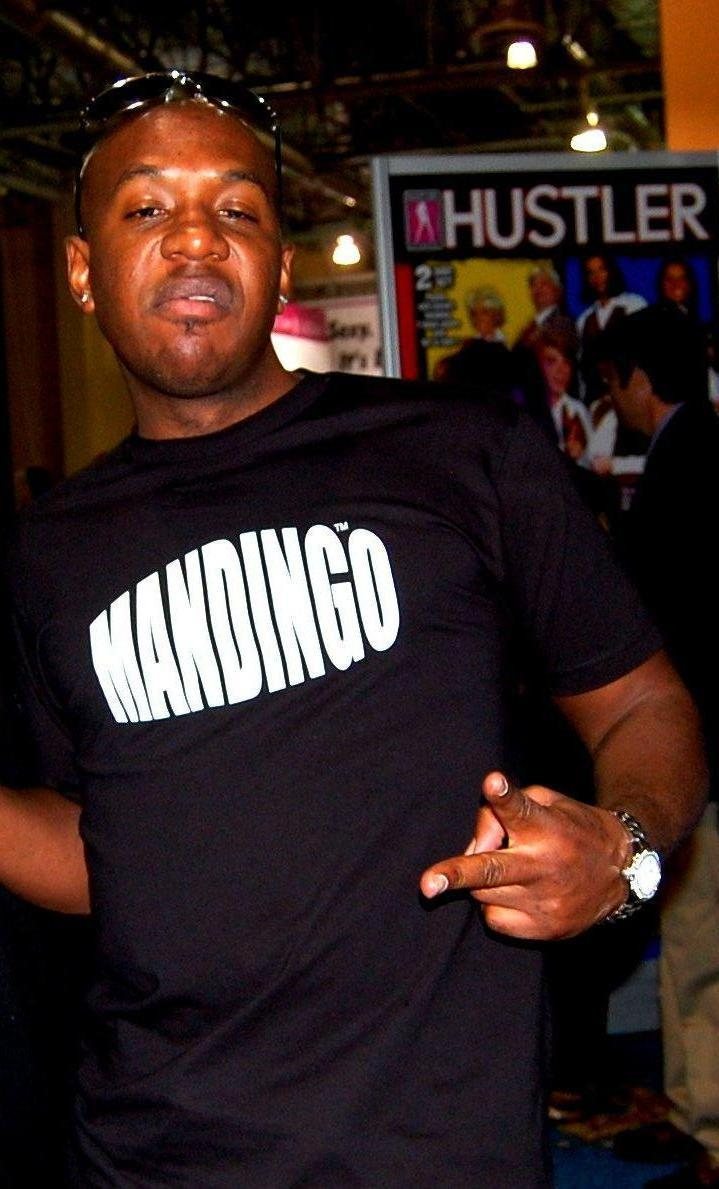
Mandingo en janvier 2009.

Son nom vient du mot « Mandingues » et du film Mandingo de Richard Fleischer en 1975.
Il est parmi les rares acteurs à avoir un cursus académique honorable (MBA en management).
Il a commencé sa carrière dans la pornographie en 1999, à l'âge de 24 ans. Il a depuis tourné plus de 350 films.
Il a donc naturellement commencé sa carrière dans les séries basées sur ce thème[Lequel ?], séries dans lesquelles les acteurs masculins sont choisis pour la taille de leur sexe, dont « Chasing the big ones », « Little white chicks, Big black monster dicks », « Weapons of Ass Destruction 4 » — référence cocasse aux « weapons of mass destruction ».
Il est passé à la réalisation en 2002, pour une série de 10 films sobrement intitulés Mandingo 1, Mandingo 2 etc., dans lesquels il est seul avec les actrices.
Son nom est également utilisé comme « appel » par les producteurs, comme dans les films Doin' the Mandingo, Chasin Mandingo, Mandingo Taboo, Mandingo Unleashed, Mandingo Madness, Black Mandingo, Mandingo Brown.
Le rappeur Ludacris le cite dans sa chanson Coming 2 America, LL Cool J dans Your Baby et les frères Wayans y font référence dans leur film White Chicks (en français FBI : Fausses blondes infiltrées).

## Récompenses et nominations
| Année | Cérémonie      | Résultat   | Catégorie                                                     | Film                                 |
| ----- | -------------- | ---------- | ------------------------------------------------------------- | ------------------------------------ |
| 2003  | AVN Awards     | Nomination | Best Anal Sex Scene, Video (avec Bree Brooks et Wesley Pipes) | Fresh Meat 13                        |
| 2004  | AVN Awards     | Nomination | Best Sex Scene Coupling, Video (avec August Night)            | Once You Go Black… You Never Go Back |
| 2006  | AVN Awards     | Nomination | Best Sex Scene Coupling, Video (avec Tiffany Mynx)            | Tiffany & Cumpany                    |
| 2007  | AVN Awards     | Nomination | Best Anal Sex Scene, Video (avec Heather Gables)              | Weapons of Ass Destruction 4         |
| 2007  | AVN Awards     | Nomination | Best Oral Sex Scene, Video (avec Gianna Michaels)             | Boob Bangers 2                       |
| 2007  | AVN Awards     | Nomination | Best Interracial Release                                      | Mandingo’s Asian Pretty Girls 2      |
| 2011  | Urban X Awards | Lauréat    | Hall of Fame                                                  |                                      |
| 2013  | AVN Awards     | Nomination | Male Performer of the Year                                    |                                      |
| 2013  | XBIZ Awards    | Nomination | Male Performer of the Year                                    |                                      |
| 2013  | XRCO Awards    | Lauréat    | Best Ethnic Series                                            | Mandingo Massacre                    |
| 2014  | AVN Awards     | Nomination | Male Performer of the Year                                    |                                      |
| 2014  | AVN Awards     | Lauréat    | Best Boy/Girl Sex Scene (avec Riley Reid)                     | Mandingo Massacre 6                  |
| 2014  | AVN Awards     | Nomination | Best Anal Sex Scene (avec Chanel Preston)                     | Mandingo Massacre 8                  |